# Lista de membros titulares da Academia Brasileira de Ciências empossados em 2021
Esta lista contém os nomes dos membros titulares da Academia Brasileira de Ciências empossados em 2021.
| Imagem | Nome                                     | Datas de nascimento e falecimento | Local de nascimento | Área de especialização | Alma mater                      | Data de posse         | Conhecido por | Referências |
| ------ | ---------------------------------------- | --------------------------------- | ------------------- | ---------------------- | ------------------------------- | --------------------- | --- | ----------- |
|        | Adriana Raffin Pohlmann                  | 08 de março de 1964               |                     | Ciências Químicas      | UFRGS                           | 01 de janeiro de 2021 | | [ 2 ]       |
|        | Arnaldo Lopes Colombo                    | 03 de janeiro de 1960             |                     | Ciências da Saúde      | UNIFESP                         | 01 de janeiro de 2021 | | [ 3 ]       |
|        | Daniel Marinho Pellegrino                | 06 de novembro de 1974            |                     | Ciências Matemáticas   | UFPB                            | 01 de janeiro de 2021 | | [ 4 ]       |
|        | Dessislava Hristova Kochloukova          | 15 de junho de 1970               | Bulgária            | Ciências Matemáticas   | Universidade de Sófia, Bulgária | 01 de janeiro de 2021 | | [ 5 ]       |
|        | Elisabete Maria de Gouveia Dal Pino      | 07 de abril de 1958               |                     | Ciências Físicas       | USP                             | 01 de janeiro de 2021 | | [ 6 ]       |
|        | Erna Geessien Kroon                      | 15 de abril de 1955               |                     | Ciências Biomédicas    | UFSC                            | 01 de janeiro de 2021 | Prêmio 'Erna Kroon', desde 2019, pelo PPG em Microbiologia, UFMG.                                                                                          | [ 7 ]       |
|        | Fabiano Lopes Thompson                   | 14 de julho de 1973               |                     | Ciências Biológicas    | FURG                            | 01 de janeiro de 2021 | | [ 8 ]       |
|        | Fábio Bellot Noronha                     | 19 de maio de 1963                |                     | Ciências da Engenharia | UFRJ                            | 01 de janeiro de 2021 | | [ 9 ]       |
|        | Fernando Celso Lopes Fernandes de Barros | 22 de junho de 1947               |                     | Ciências da Saúde      | UCPel                           | 01 de janeiro de 2021 | | [ 10 ]      |
|        | Luiz Fernando Dias Duarte                | 30 de agosto de 1949              | Rio de Janeiro, RJ  | Ciências Sociais       | UERJ                            | 01 de janeiro de 2021 | | [ 11 ]      |
|        | Luiz Roberto Guimarães Guilherme         | 25 de agosto de 1964              |                     | Ciências Agrárias      | UFLA                            | 01 de janeiro de 2021 | | [ 12 ]      |
|        | Marcelo Marcos Morales                   | 15 de dezembro de 1968            |                     | Ciências Biomédicas    | USP                             | 01 de janeiro de 2021 | | [ 13 ]      |
|        | Maria de Fatima Andrade                  | 13 de novembro de 1961            |                     | Ciências da Terra      | USP                             | 01 de janeiro de 2021 | | [ 14 ]      |
|        | Maria Valnice Boldrin Zanoni             | 02 de dezembro de 1957            |                     | Ciências Químicas      | USP                             | 01 de janeiro de 2021 | | [ 15 ]      |
|        | Milena Botelho Pereira Soares            | 04 de dezembro de 1968            |                     | Ciências Biomédicas    | UFRJ                            | 01 de janeiro de 2021 | | [ 16 ]      |
|        | Nísia Verônica Trindade Lima             | 17 de janeiro de 1958             | Rio de Janeiro, RJ  | Ciências Sociais       | UERJ                            | 01 de janeiro de 2021 | Presidente da Fundação Oswaldo Cruz (2017-2022); 51.ª Ministra da Saúde do Brasil                                                                          | [ 17 ]      |
|        | Osvaldo Novais de Oliveira Junior        | 13 de agosto de 1960              |                     | Ciências Físicas       | USP                             | 01 de janeiro de 2021 | | [ 18 ]      |
|        | Oswaldo Luiz do Valle Costa              | 19 de junho de 1959               |                     | Ciências da Engenharia | PUC-Rio                         | 01 de janeiro de 2021 | | [ 19 ]      |
|        | Paolo Di Mascio                          | 29 de março de 1961               |                     | Ciências Químicas      | ULB, Bélgica                    | 01 de janeiro de 2021 | | [ 20 ]      |
|        | Roberto Schaeffer                        | 15 de julho de 1960               |                     | Ciências da Engenharia | UFPR                            | 01 de janeiro de 2021 | Junto da equipe envolvida, recebeu o Prêmio Nobel da Paz em 2007 pelo Quarto Relatório de Avaliação do Painel Intergovernamental sobre Mudanças Climáticas | [ 21 ]      |
|        | Sônia Nair Báo                           | 26 de setembro de 1960            |                     | Ciências Biológicas    | UNIJUI                          | 01 de janeiro de 2021 | | [ 22 ]      |